# یلنا گورچکووا
یلنا گورچکووا (روسی: Елена Егоровна Горчакова؛ ۱۷ مه ۱۹۳۳ – ۲۷ ژانویه ۲۰۰۲ (aged 68)) ورزشکار دو و میدانی اهل روسیه بود.
وی در مسابقات کشوری و بین‌المللی در مجموع برندهٔ ۱ مدال طلا، ۲ مدال برنز شده‌است.